# Basílica de San Francisco (La Paz)
La Basílica Menor de San Francisco de la ciudad de La Paz, Bolivia, es un templo católico bajo la advocación de San Francisco de Asís. Está situado en el centro de la ciudad. Forma parte del conjunto conventual que da el nombre a la plaza adyacente Plaza Mayor de San Francisco.

## Historia
Fue construida entre los siglos XVI y XVIII en el denominado estilo barroco mestizo.
Entre los hitos más importantes de su Historia podemos mencionar los siguientes:
- El convento franciscano es la casa religiosa más antigua registrada en la ciudad, apareciendo en 1547, antes de la fundación de la misma en 1548,[1] aunque la mayoría de los textos afirman que fue en 1548, el mismo año de fundación hecha por Don Alonso de Mendoza.[2]
- En 1549 se funda el Convento de San Francisco por Fray Francisco de Morales, de quien se dice que fue uno de los doce primeros religiosos en llegar a la región y Fray Alcocer bajo el nombre "Convento de Nuestra Señora de los Ángeles[3]"
- Ubicado fuera del damero español de la ciudad de La Paz. El terreno estaba delimitado por lo que hoy es la Plaza de San Francisco, el Río Choqueyapu ;que dividía la ciudad habitada por españoles de la habitada por indígenas en la que la iglesia se inscribía; y las actuales calles Illampu, Sagárnaga y Graneros.

En agosto de 1549 se inicia la construcción de la primera Iglesia de San Francisco, que sería concluida en 1581.
- Entre 1608 y 1612 se desploma la primera Iglesia por efecto de una nevada de proporciones considerables.
- Entre 1743 y 1744 se inicia la construcción de la iglesia tal como se la conoce en la actualidad.
- En 1753 se concluye con el cierre y el techado de la cúpula del crucero. Entre los principales benefactores para la construcción de la iglesia estaba el corregidor Vicente Lafita.
- El 23 de abril de 1784, es consagrada por el Obispo Campos.
- En 1790, concluye el tallado de su fachada.
- En 1885 se inicia la construcción de su única torre.
- En 1948 es declarada Basílica menor.
- Entre 1950 y 1960 se demuele parte del convento como parte del proyecto de la Avenida Mariscal Santa Cruz y se reconfigura el atrio.
- Entre 1965 y 2005 se procede a la restauración de la Iglesia y el Convento; parte del convento se convierte en el Centro Cultural Museo San Francisco.[4]

En la iglesia de San Francisco se hallan enterrados los restos del prócer de la revolución Pedro Domingo Murillo

## Arquitectura

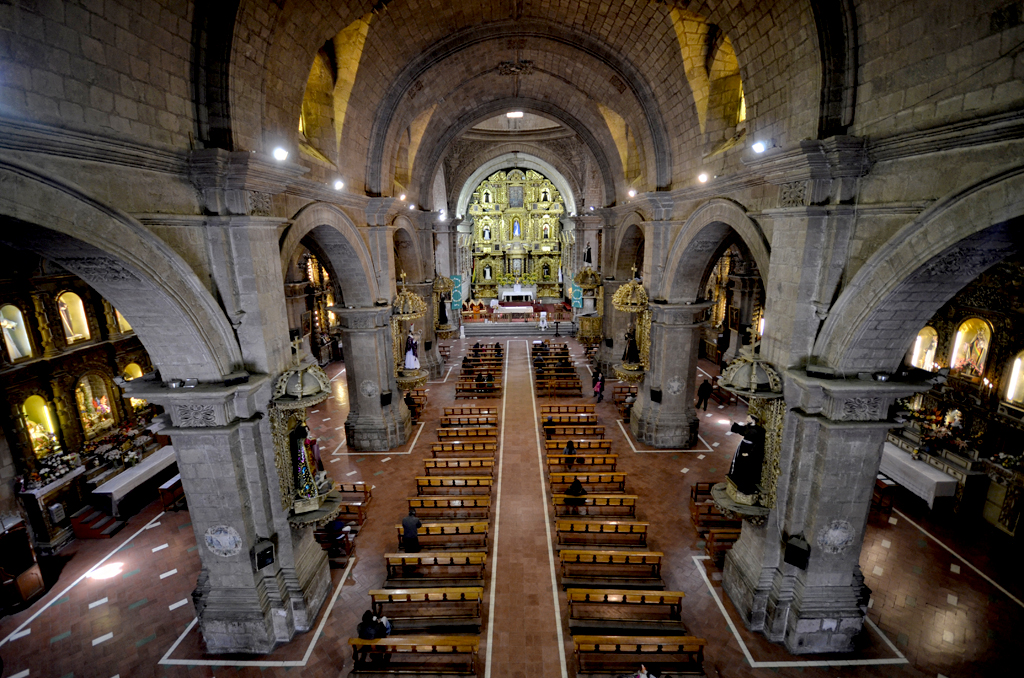
Interior de la nave principal.

La arquitectura del templo corresponde al denominado Barroco Mestizo o Barroco andino, la planta es de cruz latina y la cubierta es abovedada. Posee un amplio atrio que actualmente se integra con los espacios públicos adyacentes conformando la Plaza Mayor de la ciudad.

### Portada
La fachada de tres cuerpos se halla profusamente ornamentada en columnas, basamentos y hornacinas, todos ellos construidos en piedra labrada.
El cuerpo central se halla coronado por un escudo barroco mestizo de la Orden Franciscana, representando los característicos símbolos franciscanos con matices sincréticos como las representaciones de la fauna y flora local.

## Galería de imágenes

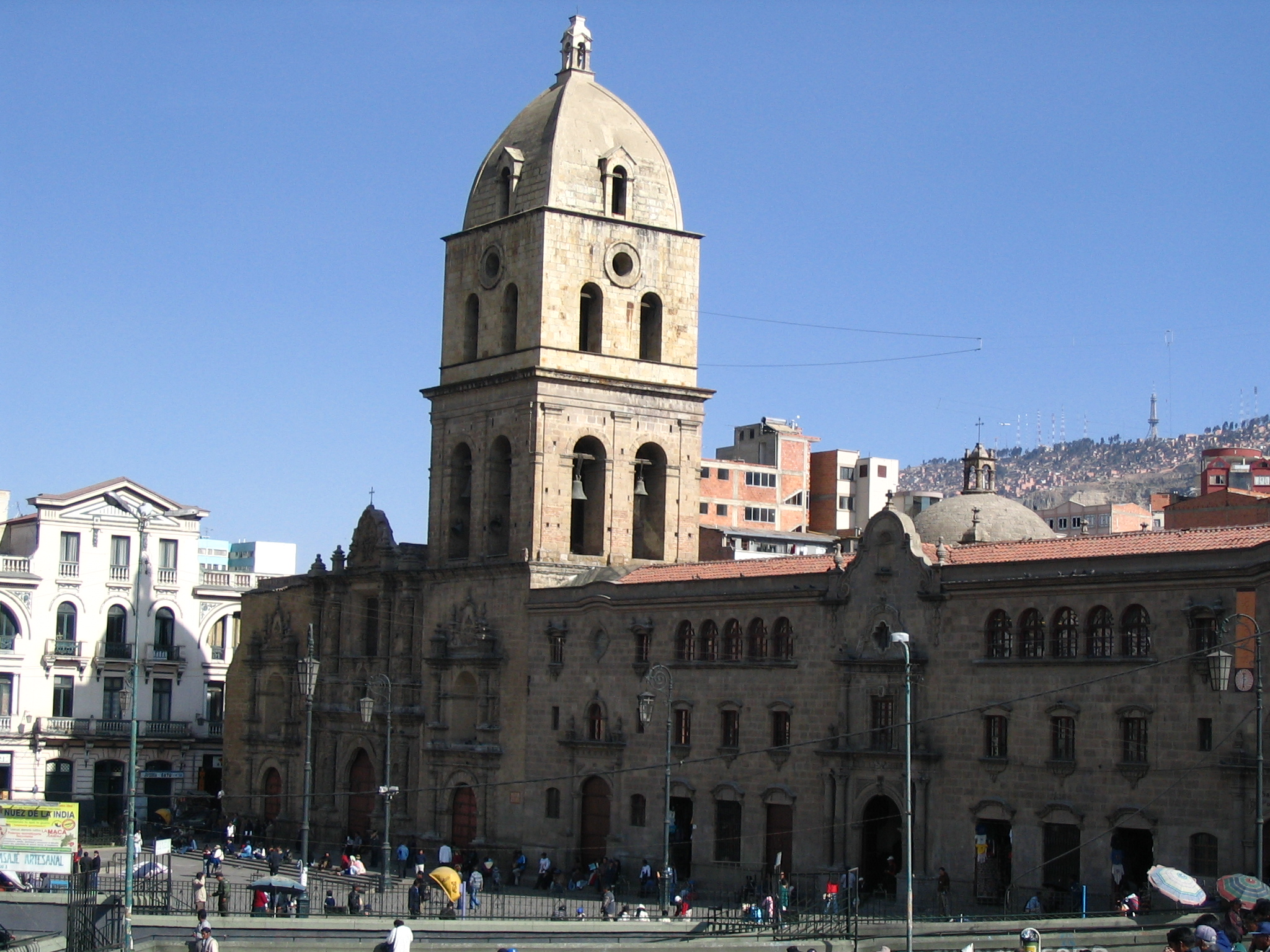
Vista de la fachada.
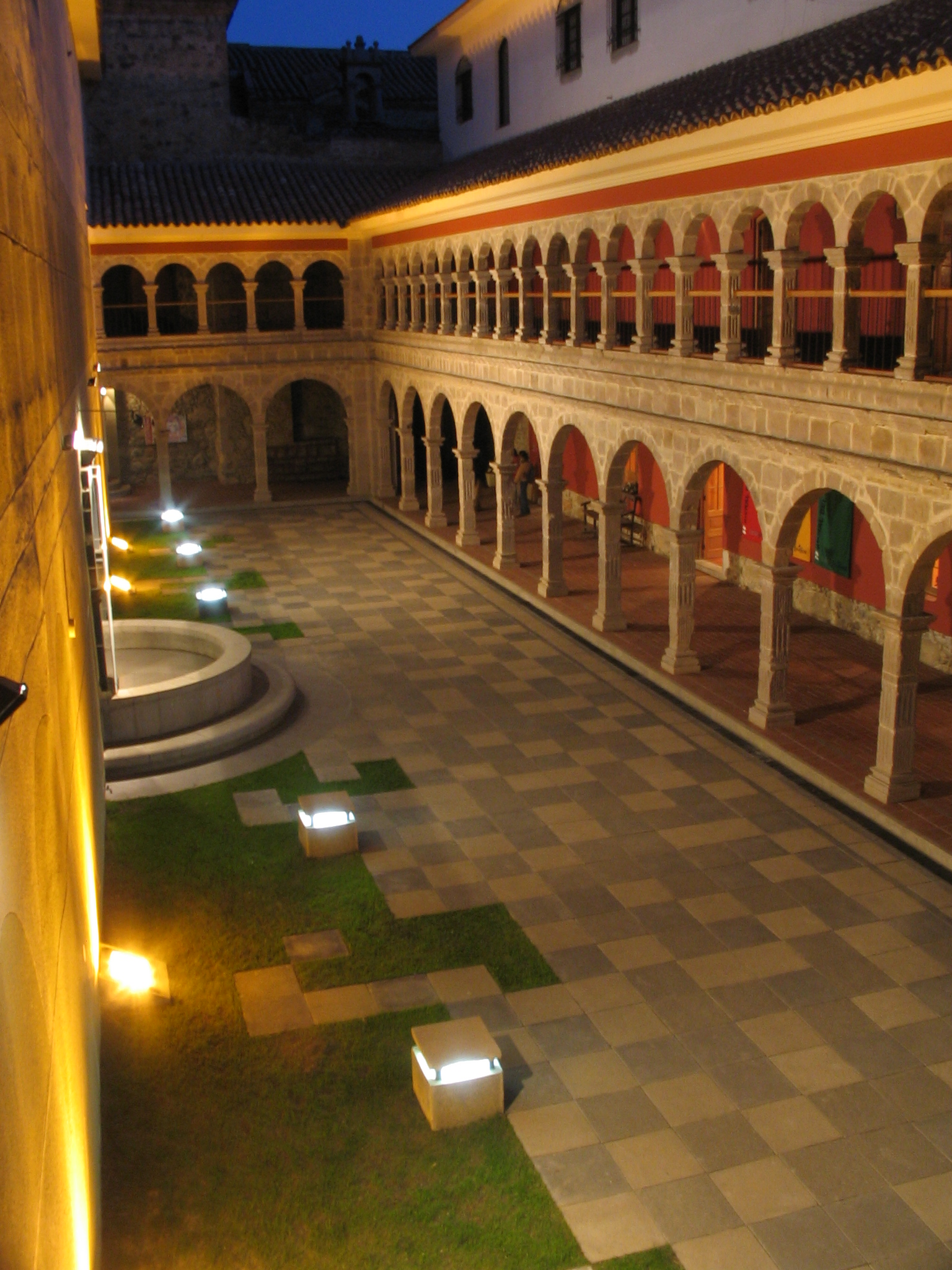
Vista del claustro.
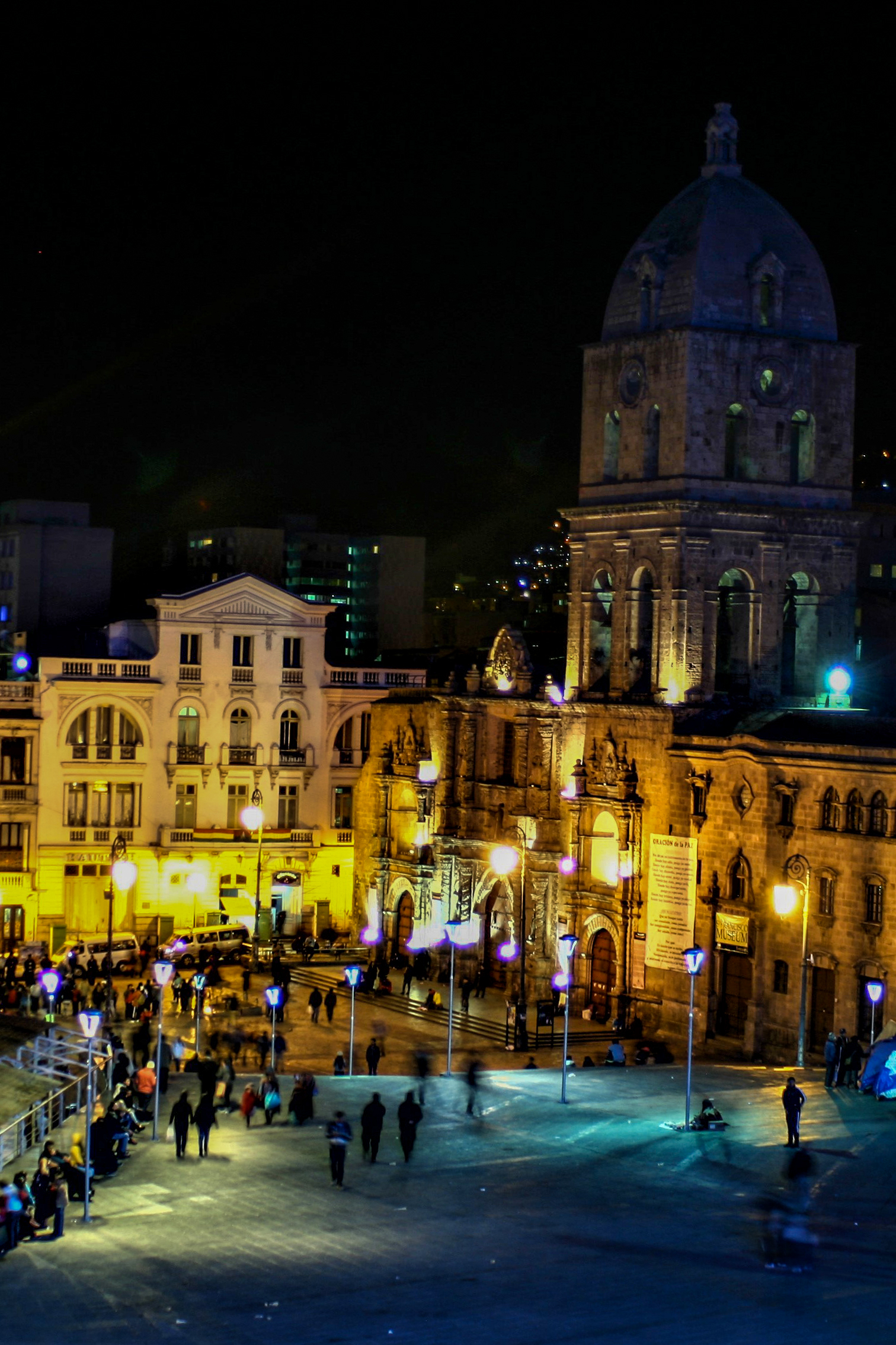
Foto nocturna de la Basílica de San Francisco
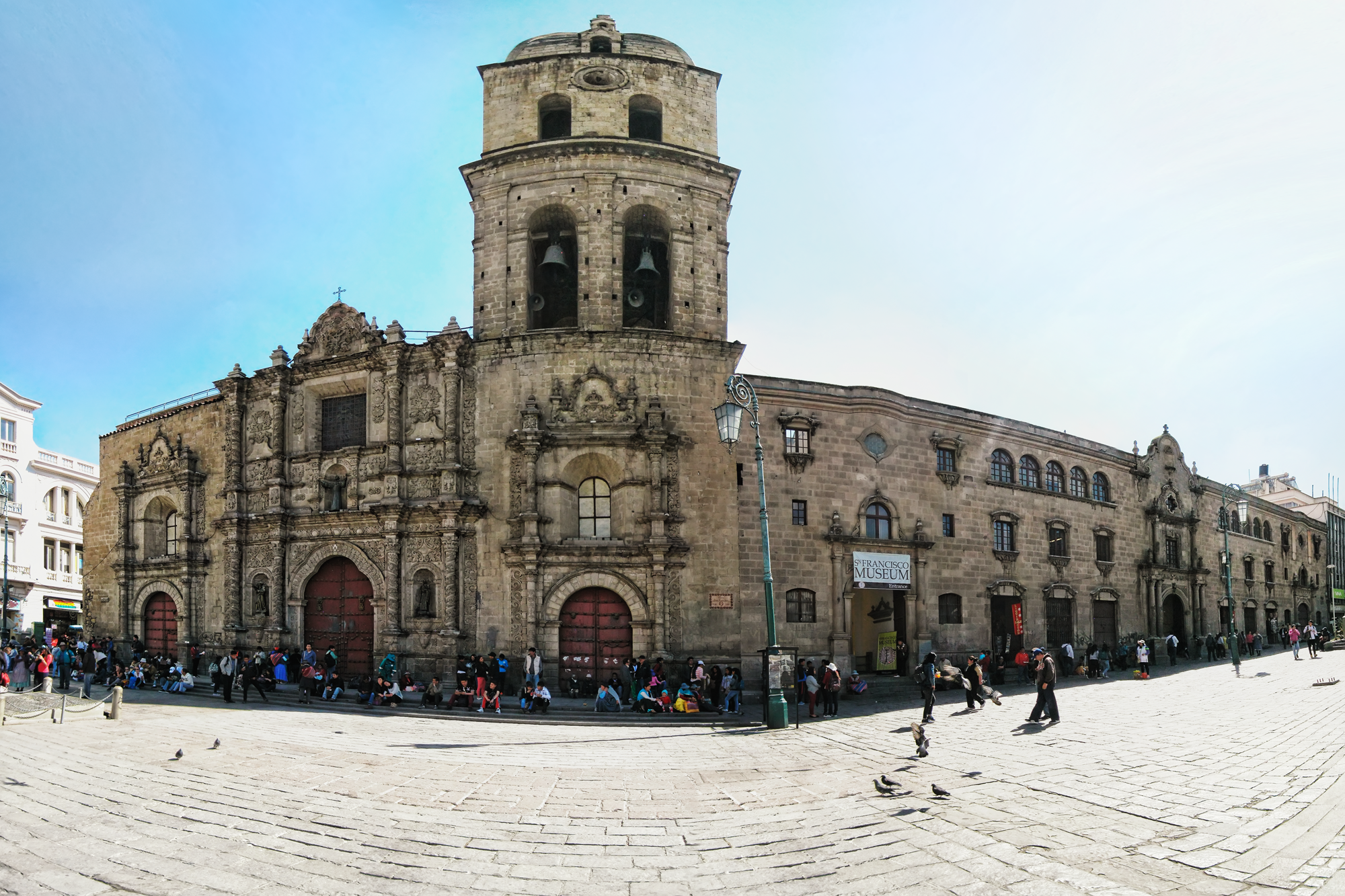
Atrio de San Francisco.
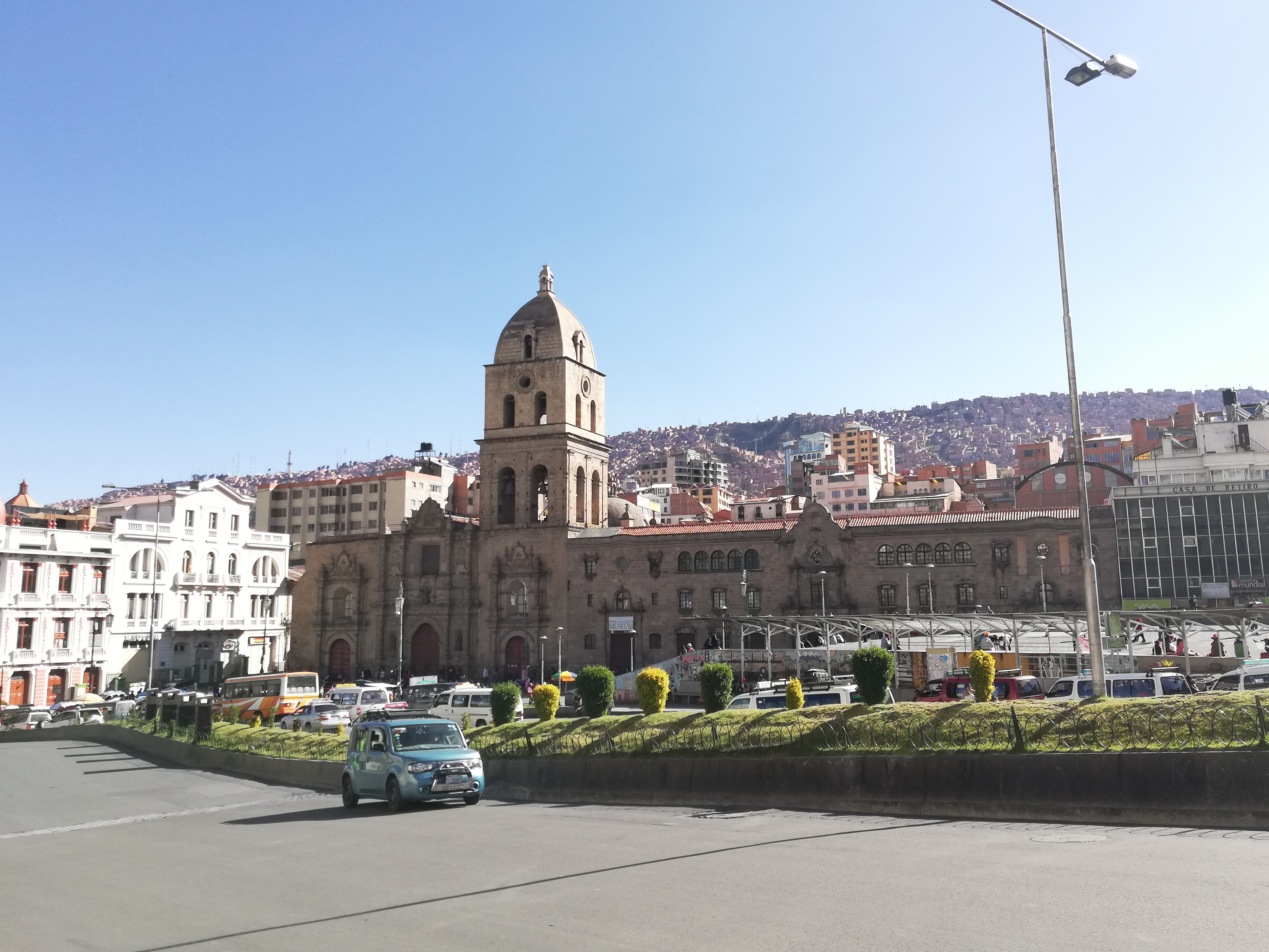
Iglesia de San Francisco

- Wikimedia Commons alberga una categoría multimedia sobre Basílica de San Francisco.